# Glaucocharis amydra
Glaucocharis amydra là một loài bướm đêm trong họ Crambidae.